# Serie A 2013-2014 (calcio a 5)
La Serie A 2013-2014 è stato il venticinquesimo campionato di Serie A e la trentunesima manifestazione nazionale che assegnasse il titolo di campione d'Italia. La stagione regolare ha preso avvio il 5 ottobre 2013 e si è concluso il 18 aprile 2014, prolungandosi fino all'11 giugno con la disputa delle partite di spareggio. A causa della mancata iscrizione di Montesilvano, Cogianco Genzano, Zanè Vicenza e Napoli Santa Maria Scafati, l'organico del torneo è stato ridimensionato passando da 14 a 10 squadre. Per compensare il minor numero di gare, la Divisione Calcio a 5 ha istituito una competizione collaterale al campionato, denominata "Winter Cup". Come nelle ultime stagioni, a parità di punteggio fra due o più squadre, la graduatoria finale sarà determinata in base alla classifica avulsa (stesso parametro valevole anche al termine del girone d'andata, per definire le 8 formazioni qualificate alla Coppa Italia). I criteri imposti seguiti sono: punti ottenuti negli scontri diretti, differenza reti negli scontri diretti, differenza reti generale, reti realizzate in generale, sorteggio.

Rimasto invariato il meccanismo dei play-off, con le prime otto classificate che accedono direttamente agli spareggi-scudetto, è cambiato quello dei play-out: la penultima e l'ultima classificata si scontreranno nello spareggio, che decreterà solo per questa stagione una sola retrocessione in Serie A2. Confermata la disputa delle serie delle finali scudetto al meglio delle tre partite (per quarti e semifinali) e delle cinque per la finale. Dopo due anni torna come sponsor tecnico l'Agla che fornirà l'abbigliamento, le calzature, gli accessori e i palloni per i prossimi quattro anni. Il pallone ufficiale sarà il Bola Futsal e verrà utilizzato in tutte le competizioni organizzate dalla Divisione Calcio a 5. Per il terzo anno consecutivo si confermano sette le regioni rappresentate nel torneo (le stesse delle ultime due scorse stagioni) ma per effetto della riduzione d'organico, Abruzzo, Lazio e Veneto avranno il maggior numero di squadre con solo due formazioni a testa mentre Campania, Emilia-Romagna, Piemonte e Puglia hanno ai nastri di partenza una sola squadra ciascuna. 

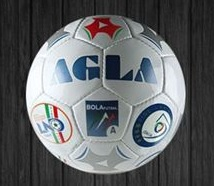
AGLA Bola Futsal, pallone ufficiale nella stagione 2013-14

La squadra campione in carica è la Marca Futsal, vincitrice del secondo scudetto della sua storia. A prendere il posto di Venezia, Verona e Sport Five Putignano tutte retrocesse in Serie A2 ma non iscritte al torneo, c'è soltanto la matricola L.C. Five Martina che è al suo esordio nella categoria. Per far fronte alle difficoltà economiche che hanno interessato molte società, in Abruzzo e Campania sono state realizzate delle unione d'intenti per creare un unico polo del futsal: in Abruzzo si registra quella tra l'Acqua&Sapone ed il Montesilvano, con quest'ultimo iscritto alla serie B e divenuto di fatto un team satellite del primo, mentre a Napoli parte della dirigenza del Napoli Santa Maria Scafati, vincitore dei play-off di Serie A2, è confluita nel Napoli, portando con sé diversi giocatori. La frangia "scafatese" della società è ripartita invece dal campionato regionale di serie C1, economicamente meno impegnativo.

## Avvenimenti

### Sorteggio calendari
Il sorteggio del campionato di calcio a 5 si è tenuto il 7 agosto. Per la stesura dei calendari sono stati imposti i seguenti criteri:
- Le prime tre classificate della stagione 2012/13 non si incontrano nelle prime due giornate e all'ultima;
- I campioni d'Italia della Marca Futsal, posticiperanno l'incontro della prima giornata al 15 ottobre in virtù dell'impegno dei bianconeri, nel girone eliminatorio del main round della Coppa UEFA nella prima settimana di ottobre[4]; verrà disposto inoltre l'eventuale anticipo, in caso di passaggio del turno dei veneti alla fase successiva della competizione, nel mese di novembre.

### Soste
In questa stagione sono fissate quattro soste: una a dicembre per la disputa della neonata Winter Cup che vedrà sfidarsi le 10 squadre della massima serie, a cui s'aggiunge quella che va dal 28 gennaio all'8 febbraio 2014, periodo in cui la Nazionale italiana disputerà l'Europeo di calcio a 5 in Belgio: in preparazione a tale evento come tappa d'avvicinamento, l'Italia sarà impegnata il 29-30 ottobre e fra il 3 e 4 dicembre in due amichevoli con Ucraina e Romania. Il torneo si fermerà infine anche a marzo (il 15 in occasione dello svolgimento della final Eight di Coppa Italia ed il 29 per la final four della Winter Cup).

## Squadre partecipanti
| Club           | Città                 | Palazzetto                                                                     | Sponsor tecnico | Sponsor ufficiale                              | Risultato Stagione 2012-2013                  |
| -------------- | --------------------- | ------------------------------------------------------------------------------ | --------------- | ---------------------------------------------- | --------------------------------------------- |
| Acqua e Sapone | Montesilvano          | PalaRoma                                                                       | Joma            | Acqua & Sapone                                 | 6º posto in Serie A, elim. in sem. play-off   |
| Asti           | Asti                  | Pala San Quirico                                                               | Joma            | Istituto Ayrton Senna Audi Zentrum Alessandria | 1º posto in Serie A, elim. in sem. play-off   |
| Kaos           | Bologna               | Pala MIT2B (Ferrara)                                                           | Macron          | King Kong oversize                             | 7º posto in Serie A, elim. ai quarti play-off |
| Lazio          | Roma                  | PalaGems                                                                       | Gems            | Alpha Formazione                               | 3º posto in Serie A, elim. ai quarti play-off |
| Luparense      | San Martino di Lupari | Palasport di Piombino Dese                                                     | Agla            | Alter Ego Veneto Banca                         | 2º posto in Serie A, finalista play-off       |
| Marca          | Castelfranco Veneto   | Zoppas Arena (girone di andata) Palasport di Piombino Dese (girone di ritorno) | Joma            | Pasta Zara                                     | 5º posto in Serie A, Campione d'Italia        |
| LCF Martina    | Martina Franca        | PalaWojtyla                                                                    | Joma            | Solito srl                                     | 1º posto nel girone B di Serie A2             |
| Napoli         | Napoli                | PalaCercola                                                                    | Joma            | DHS Sicurezza                                  | 11º posto in Serie A, vincitore dei play-out  |
| Pescara        | Pescara               | PalaRigopiano                                                                  | Gems            | SGB Humangest                                  | 8º posto in Serie A, elim. ai quarti play-off |
| Real Rieti     | Rieti                 | PalaMalfatti                                                                   | Legea           | Cartaria Saponer Brico Io                      | 10º posto in Serie A                          |

### Allenatori e primatisti
| Squadra      | Allenatore                                          | Giocatore più presente                   | Cannoniere                                       |
| ------------ | --------------------------------------------------- | ---------------------------------------- | ------------------------------------------------ |
| Acqua&Sapone | Massimiliano Bellarte                               | Chaguinha (18+11)                        | Murilo Ferreira (16+7) Leandro Cuzzolino (13+10) |
| Asti         | Tiago Polido                                        | Júlio De Oliveira (17+4)                 | Diego Cavinato (13+5)                            |
| Kaos         | Leopoldo Capurso                                    | Kaká (18+2)                              | Kaká (18+2)                                      |
| Lazio        | Daniele D'Orto                                      | Rubén Cornejo (18+5) Adolfo Salas (18+5) | Héctor Albadalejo (21+3)                         |
| Luparense    | Fulvio Colini                                       | Davide Putano (18+9)                     | Mauro Canal (16+6)                               |
| Marca Futsal | Julio Fernández (1ª-9ª) Leonardo Calmonte (10ª-18ª) | 11 giocatori (9+0)                       | Edgar Bertoni (7+0)                              |
| Martina      | Piero Basile                                        | ?                                        | Paulinho (29+1)                                  |
| Napoli       | Ivan Oranges                                        | ?                                        | Jader Fornari (20+0)                             |
| Pescara      | Mario Patriarca                                     | ?                                        | Jonas Pinto (16+0)                               |
| Real Rieti   | Antonio Ricci (1ª-8ª) Alessio Musti (9ª-18ª)        | ?                                        | Daví (15+0)                                      |

## Stagione regolare

### Classifica[9]
|                               | Pos. | Squadra        | Pt | G  | V | N | P  | GF | GS  | DR   |
| ----------------------------- | ---- | -------------- | -- | -- | - | - | -- | -- | --- | ---- |
|                               | 1.   | Asti           | 35 | 18 | 9 | 8 | 1  | 80 | 45  | +35  |
| Vincitrice della Coppa Italia | 2.   | Acqua e Sapone | 31 | 18 | 8 | 7 | 3  | 88 | 53  | +35  |
|                               | 3.   | Kaos           | 29 | 18 | 7 | 8 | 3  | 73 | 47  | +26  |
|                               | 4.   | Luparense      | 29 | 18 | 8 | 5 | 5  | 69 | 46  | +23  |
|                               | 5.   | Real Rieti     | 26 | 18 | 8 | 2 | 8  | 62 | 59  | +3   |
|                               | 6.   | Lazio          | 24 | 18 | 6 | 6 | 6  | 86 | 67  | +19  |
|                               | 7.   | Pescara        | 21 | 18 | 6 | 3 | 9  | 63 | 60  | +3   |
|                               | 8.   | LCF Martina    | 19 | 18 | 5 | 4 | 9  | 81 | 71  | +10  |
|                               | 9.   | Napoli         | 17 | 18 | 5 | 2 | 11 | 65 | 70  | -5   |
|                               | 10.  | Marca          | 15 | 18 | 4 | 3 | 11 | 37 | 186 | -149 |

### Verdetti[11]
- Luparense campione d'Italia 2013-2014 e qualificata alla Coppa UEFA 2014-15
- Marca Futsal retrocessa in Serie A2.
- Marca Futsal e LC Five Martina non iscritte al campionato di competenza.

### Calendario e risultati
| andata  | andata | 1ª giornata          | ritorno (10ª) | ritorno (10ª) |
|         |        |                      |               |               |
| 5 ott.  | 4-4    | Asti-Acqua&Sapone    | 4-4           | 11 gen.       |
| 5 ott.  | 4-1    | Real Rieti-Lazio     | 3-4           | 11 gen.       |
| 6 ott.  | 3-3    | Pescara-Kaos         | 2-3           | 11 gen.       |
| 6 ott.  | 4-1    | Luparense-LC Martina | 4-4           | 12 gen.       |
| 16 ott. | 5-3    | Napoli-Marca Futsal  | 20-0          | 12 gen.       |

| andata  | andata | 2ª giornata             | ritorno (11ª) | ritorno (11ª) |
|         |        |                         |               |               |
| 12 ott. | 6-3    | Acqua&Sapone-Real Rieti | 5-6           | 16 feb.       |
| 12 ott. | 2-4    | Kaos-Luparense          | 4-1           | 16 feb.       |
| 12 ott. | 4-4    | Lazio-Pescara           | 3-3           | 16 feb.       |
| 13 ott. | 1-5    | Marca Futsal-Asti       | 0-12          | 15 feb.       |
| 13 ott. | 6-3    | LC Martina-Napoli       | 5-6           | 15 feb.       |

| andata  | andata | 3ª giornata            | ritorno (12ª) | ritorno (12ª) |
|         |        |                        |               |               |
| 19 ott. | 2-1    | Napoli-Acqua&Sapone    | 1-5           | 22 feb.       |
| 19 ott. | 1-1    | Lazio-Kaos             | 4-4           | 22 feb.       |
| 19 ott. | 3-1    | Asti-Real Rieti        | 2-2           | 23 feb.       |
| 20 ott. | 3-3    | Luparense-Marca Futsal | 13-0          | 23 feb.       |
| 20 ott. | 3-2    | Pescara-LC Martina     | 6-5           | 23 feb.       |

| andata  | andata | 4ª giornata          | ritorno (13ª) | ritorno (13ª) |
|         |        |                      |               |               |
| 26 ott. | 7-3    | Acqua&Sapone-Pescara | 4-0           | 1 mar.        |
| 26 ott. | 11-3   | Asti-Napoli          | 4-4           | 2 mar.        |
| 26 ott. | 3-3    | Marca Futsal-Kaos    | 0-15          | 2 mar.        |
| 27 ott. | 4-3    | LC Martina-Lazio     | 5-11          | 2 mar.        |
| 27 ott. | 6-5    | Real Rieti-Luparense | 1-3           | 2 mar.        |

| andata | andata | 5ª giornata            | ritorno (14ª) | ritorno (14ª) |
|        |        |                        |               |               |
| 2 nov. | 2-3    | Kaos-LC Martina        | 2-2           | 8 mar.        |
| 2 nov. | 6-6    | Lazio-Asti             | 0-3           | 8 mar.        |
| 2 nov. | 1-4    | Napoli-Real Rieti      | 3-4           | 8 mar.        |
| 3 nov. | 4-5    | Pescara-Marca Futsal   | 15-1          | 8 mar.        |
| 3 nov. | 4-4    | Luparense-Acqua&Sapone | 3-4           | 8 mar.        |

| andata  | andata | 6ª giornata             | ritorno (15ª) | ritorno (15ª) |
|         |        |                         |               |               |
| 8 nov.  | 5-3    | Acqua&Sapone-LC Martina | 2-4           | 22 mar.       |
| 8 nov.  | 1-1    | Napoli-Luparense        | 2-6           | 22 mar.       |
| 9 nov.  | 4-3    | Asti-Pescara            | 1-5           | 22 mar.       |
| 9 nov.  | 0-7    | Real Rieti-Kaos         | 3-4           | 22 mar.       |
| 10 nov. | 8-2    | Marca Futsal-Lazio      | 1-30          | 22 mar.       |

| andata  | andata | 7ª giornata             | ritorno (16ª) | ritorno (16ª) |
|         |        |                         |               |               |
| 17 nov. | 6-6    | Kaos-Acqua&Sapone       | 4-4           | 5 apr.        |
| 17 nov. | 2-3    | LC Martina-Marca Futsal | 26-2          | 5 apr.        |
| 17 nov. | 1-1    | Luparense-Asti          | 2-5           | 5 apr.        |
| 17 nov. | 3-2    | Pescara-Real Rieti      | 2-6           | 5 apr.        |
| 16 nov. | 3-2    | Lazio-Napoli            | 5-4           | 5 apr.        |

| andata  | andata | 8ª giornata             | ritorno (17ª) | ritorno (17ª) |
|         |        |                         |               |               |
| 22 nov. | 2-2    | Acqua&Sapone-Lazio      | 4-2           | 12 apr.       |
| 22 nov. | 1-4    | Napoli-Kaos             | 3-4           | 12 apr.       |
| 23 nov. | 5-1    | Asti-LC Martina         | 3-3           | 12 apr.       |
| 24 nov. | 3-2    | Luparense-Pescara       | 3-1           | 12 apr.       |
| 24 nov. | 1-5    | Real Rieti-Marca Futsal | 9-0           | 12 apr.       |

| andata  | andata | 9ª giornata               | ritorno (18ª) | ritorno (18ª) |
|         |        |                           |               |               |
| 30 nov. | 2-4    | Kaos-Asti                 | 3-3           | 18 apr.       |
| 30 nov. | 3-3    | LC Martina-Real Rieti     | 2-4           | 18 apr.       |
| 30 nov. | 2-2    | Marca Futsal-Acqua&Sapone | 0-19          | 18 apr.       |
| 30 nov. | 2-3    | Pescara-Napoli            | 2-1           | 18 apr.       |
| 30 nov. | 2-1    | Lazio-Luparense           | 3-8           | 18 apr.       |

### Statistiche e record

#### Classifica marcatori
| Gol |  |  | Giocatore           | Squadra                 |
| --- |  |  | ------------------- | ----------------------- |
| 29  |  |  | Paulinho            | LCF Martina             |
| 21  |  |  | Héctor Albadalejo   | Lazio                   |
| 20  |  |  | Jader Fornari       | Napoli                  |
| 18  |  |  | Kakà                | Kaos                    |
| 16  |  |  | Mauro Canal         | Luparense               |
| 16  |  |  | Murilo Ferreira     | Acqua e Sapone          |
| 16  |  |  | Jonas               | Pescara                 |
| 15  |  |  | Fabricio Calderolli | Acqua e Sapone          |
| 15  |  |  | Daví                | Real Rieti              |
| 14  |  |  | Chaguinha           | Acqua e Sapone          |
| 13  |  |  | Vinícius Bacaro     | Lazio                   |
| 13  |  |  | Edgar Bertoni       | Marca (7) Luparense (6) |
| 13  |  |  | Diego Cavinato      | Asti                    |

| Gol |  |  | Giocatore         | Squadra                      |
| --- |  |  | ----------------- | ---------------------------- |
| 13  |  |  | Leandro Cuzzolino | Acqua e Sapone               |
| 13  |  |  | Dimas             | Lazio                        |
| 13  |  |  | Fernando Leitão   | Marca (6) Acqua e Sapone (7) |
| 13  |  |  | Alex Merlim       | Luparense                    |
| 12  |  |  | Gabriel Lima      | Asti                         |
| 11  |  |  | Rogério           | Real Rieti                   |
| 10  |  |  | Felipe Manfroi    | LCF Martina                  |
| 10  |  |  | Sergio González   | Marca (4) Pescara (6)        |
| 9   |  |  | Marco Ercolessi   | Marca (5) Luparense (4)      |
| 9   |  |  | Alcides Pereira   | Kaos                         |

#### Capoliste solitarie
- 2ª giornata: Luparense
- Dalla 4ª alla 18ª giornata: Asti

#### Record
- Maggior numero di vittorie: Asti (9)
- Minor numero di vittorie: Marca (4)
- Maggior numero di pareggi: Asti e Kaos (8)
- Minor numero di pareggi: Napoli e Real Rieti (2)
- Maggior numero di sconfitte: Marca e Napoli (11)
- Minor numero di sconfitte: Asti (1)
- Miglior attacco: Acqua&Sapone (88)
- Peggior attacco: Marca (37)
- Miglior difesa: Asti (45)
- Peggior difesa: Marca (186)
- Miglior differenza reti: Acqua&Sapone e Asti (+35)
- Peggior differenza reti: Marca (-149)
- Miglior serie positiva: Asti (14)
- Maggior numero di vittorie consecutive: Marca (4)
- Maggior numero di sconfitte consecutive: Marca (9)
- Partita con maggiore scarto di gol: Lazio-Marca 30-1 (29)
- Partita con più reti: Lazio-Marca 30-1 (31)
- Maggior numero di reti in una giornata: 16ª (60)
- Minor numero di reti in una giornata: 3ª (20)

## Curiosità
- Dopo le vicissitudini societarie e lo smembramento della prima squadra verificatosi nel corso della stagione, quest'anno la Marca Futsal non disputa i play-off, interrompendo una striscia di sette partecipazioni e quattro finali consecutive raggiunte.
- Per la prima volta nella loro storia Martina e Real Rieti prendono parte ai play-off per l'assegnazione del titolo.
- Con la vittoria del quinto scudetto, la Luparense eguaglia il record di titoli appartenente alla Roma RCB; identico record per Patrick Nora e Humberto Honorio che entrano di diritto nella ristretta cerchia dei giocatori capaci di vincere per 5 volte lo scudetto. Honorio in particolare è il primo giocatore nella storia del campionato italiano ad averli vinti con un'unica squadra[12].

## Play-off

### Formula
Ai play-off valevoli per lo scudetto sono qualificate d'ufficio le società classificatesi ai primi otto posti al termine della stagione regolare. Gli incontri dei quarti di finale e delle semifinali sono a eliminazione diretta con gare di andata e ritorno. Gli incontri di ritorno saranno effettuati in casa delle squadre meglio classificate al termine della "stagione regolare". Al termine degli incontri saranno dichiarate vincenti le squadre, che nelle due partite di andata e di ritorno, avranno ottenuto il maggior punteggio. In caso di parità di punti tra le due squadre al termine delle due gare, indipendentemente dalla differenza reti, si disputerà una terza gara di spareggio da giocarsi sempre sul campo della migliore classificata al termine della stagione regolare. In caso di parità al termine della terza gara si giocheranno due tempi supplementari di 5 minuti ciascuno. Qualora anche al termine di questi le squadre fossero in parità sarà considerata vincente la squadra in migliore posizione di classifica al termine della "stagione regolare". A differenza delle precedenti edizioni, la finale si disputerà al meglio delle cinque gare secondo l'ordine di seguito evidenziato: 1ª gara in casa della squadra meglio classificata al termine della "stagione regolare"; 2ª e 3ª gara in casa della squadra peggio classificata al termine della “stagione regolare”; 4^ (eventuale) e 5ª gara (eventuale) in casa della squadra meglio classificata al termine della "stagione regolare". Al termine degli incontri saranno dichiarate vincenti le squadre, che avranno ottenuto il maggior punteggio. In caso di parità al termine della prima gara, della seconda gara, della terza gara e della eventuale quarta gara, si procederà direttamente all'effettuazione dei tiri di rigore. In caso di parità al termine della (eventuale) quinta gara si giocheranno due tempi supplementari di 5 minuti ciascuno. Qualora anche al termine di questi le squadre fossero in parità si procederà all'effettuazione dei tiri di rigore.

### Squadra vincitrice

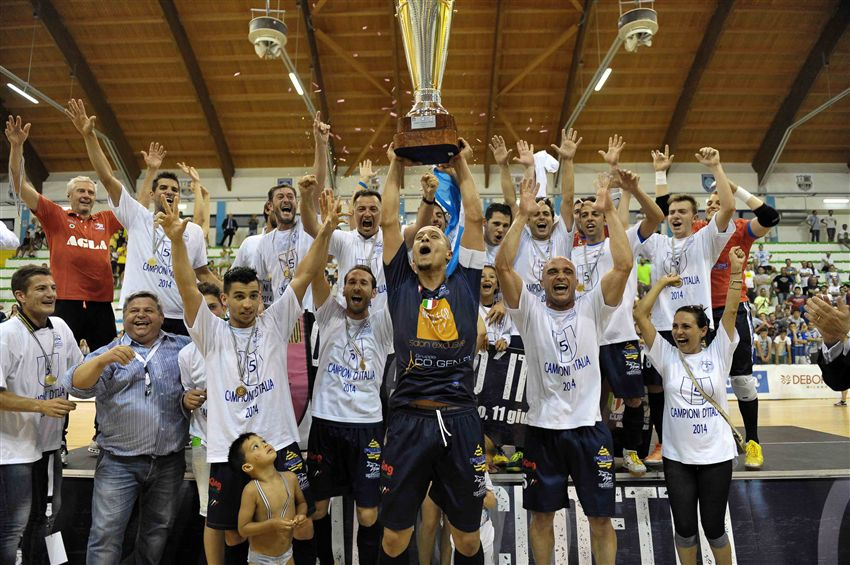
La Luparense festeggia lo scudetto

### Tabellone
|  | Quarti di finale | Quarti di finale | Quarti di finale | Quarti di finale | Quarti di finale |    |                | Semifinali | Semifinali | Semifinali | Semifinali | Semifinali |  |  | Finale | Finale    | Finale | Finale | Finale | Finale | Finale |
|  |                  |                  |                  |                  |                  |    |                |            |            |            |            |            |  |  |        |           |        |        |        |        |        |
|  | 1                | Asti             | 4                | 7                | -                |    |                |            |            |            |            |            |  |  |        |           |        |        |        |        |        |
|  | 8                | LCF Martina      | 2                | 2                | -                |    |                |            |            |            |            |            |  |  |        |           |        |        |        |        |        |
|  | 8                | LCF Martina      | 2                | 2                | -                |    | 1              | Asti       | 2          | 5          | -          |            |  |  |        |           |        |        |        |        |        |
|  |                  |                  |                  |                  |                  |    | 1              | Asti       | 2          | 5          | -          |            |  |  |        |           |        |        |        |        |        |
|  |                  | 4                | Luparense        | 4                | 5                | -  |                |            |            |            |            |            |  |  |        |           |        |        |        |        |        |
|  | 4                | 4                | Luparense        | 4                | 5                | -  | Luparense      | 3          | 2          | -          |            |            |  |  |        |           |        |        |        |        |        |
|  | 4                |                  |                  |                  |                  |    | Luparense      | 3          | 2          | -          |            |            |  |  |        |           |        |        |        |        |        |
|  | 5                | Real Rieti       | 1                | 2                | -                |    |                |            |            |            |            |            |  |  |        |           |        |        |        |        |        |
|  |                  |                  |                  |                  |                  |    |                |            |            |            |            |            |  |  | 4      | Luparense | 2      | 1      | 4      | 2(2)   | 5      |
|  |                  |                  | 2                | Acqua e Sapone   | 6                | 0  | 3              | 2(4)       | 3          |            |            |            |  |  |        |           |        |        |        |        |        |
|  | 3                | Kaos             | 2                | 4                | -                |    |                |            |            |            |            |            |  |  |        |           |        |        |        |        |        |
|  | 6                | Lazio            | 4                | 4                | -                |    |                |            |            |            |            |            |  |  |        |           |        |        |        |        |        |
|  | 6                | Lazio            | 4                | 4                | -                |    | 6              | Lazio      | 5          | 3          | 1          |            |  |  |        |           |        |        |        |        |        |
|  |                  |                  |                  |                  |                  |    | 6              | Lazio      | 5          | 3          | 1          |            |  |  |        |           |        |        |        |        |        |
|  |                  | 2                | Acqua e Sapone   | 4                | 5                | 10 |                |            |            |            |            |            |  |  |        |           |        |        |        |        |        |
|  | 2                | 2                | Acqua e Sapone   | 4                | 5                | 10 | Acqua e Sapone | 3          | 2          | 7          |            |            |  |  |        |           |        |        |        |        |        |
|  | 2                |                  |                  |                  |                  |    | Acqua e Sapone | 3          | 2          | 7          |            |            |  |  |        |           |        |        |        |        |        |
|  | 7                | Pescara          | 3                | 2                | 2                |    |                |            |            |            |            |            |  |  |        |           |        |        |        |        |        |

### Risultati

#### Quarti di finale

##### Gara 1[14]
| Arbitri: | Ruggiero Chiariello (Barletta) Francesco Scarpelli (Padova) Gianfranco Di Padova (Termoli) |
| Crono:   | Pierluigi Tomassetti (Ascoli Piceno)                                                       |

|                                                     |           |                                                  |
| Canabarro 25'22’’ Mauricio 28'11’’ Leggiero 29'58’’ | Marcatori | 21'13’’ 34'52’’ (t.l.) Cuzzolino 26'58’’ Caetano |

| Arbitri: | Antonio Gallo (Torre Annunziata) Francesco Cirillo (Rovereto) Francesco Bertini (Empoli) |
| Crono:   | Giovanni Nero (Latina)                                                                   |

|                                                                |           |                                   |
| Rubén 22'15’’ Tuli 33'19’’ (aut.) Héctor 35'01’’ Salas 39'38’’ | Marcatori | 0'29’’ Jeffe 36'03’’ (aut.) Salas |

| Arbitri: | Francesco Novellino (Potenza) Giuseppe Parente (Como) Giuseppe Grillo (Rossano) |
| Crono:   | Donato Lamanuzzi (Molfetta)                                                     |

|                                     |           |                                                           |
| Bocão 4'06’’ Paulinho Pinto 38'44’’ | Marcatori | 4'48’’ Patias 11'20’’ Marquinho 36'38’’, 40'00’’ Cavinato |

| Arbitri: | Andrea Sabatini (Bologna) Alessandro Maggiore (Bologna) Lorenzo Di Guilmi (Vasto) |
| Crono:   | Daniele Intoppa (Roma 2)                                                          |

|               |           |                                              |
| Rescia 0'09’’ | Marcatori | 23'16’’ Honorio 25'04’’ Merlim 40'00’’ Canal |

##### Gara 2[15][16]
| Arbitri: | Marco Delpiano (Cagliari) Gennaro Luca De Falco (Catanzaro) Antonio Sessa (Foggia) |
| Crono:   | Raffaele Ricci (Foggia)                                                            |

|                                         |           |                                  |
| Murilo 26'56’’ Cuzzolino 31'09’’ (rig.) | Marcatori | 18'53’’ Morgado 23'42’’ Nicolodi |

| Arbitri: | Andrea Giada (Mestre) Damiano Calaprice (Bari) Mauro De Coppi (Conegliano) |
| Crono:   | Alberto Vantini (Villafranca)                                              |

|                                                  |           |                                                                   |
| Tuli 15'14’’ Jeffe 24'49’’ Kaká 32'37’’, 32'52’’ | Marcatori | 10'52’’, 29'50’’ Rubén 12'15’’ Paulinho da Silva 14'51’’ Ippoliti |

| Arbitri: | Francesco Peroni (Città di Castello) Francesco Nitti (Barletta) Nicola Zanna (Ferrara) |
| Crono:   | Denis Kodra (Trento)                                                                   |

|                                                                                                 |           |                           |
| De Oliveira 1'45’’, 2'18’’ Ramon 14'36’’ Cavinato 19'39’’, 26'00’’ Lima 28'59’’ Vampeta 31'11’’ | Marcatori | 3'36’’ Luft 38'29’’ Ferri |

| Arbitri: | Mario Filippini (Roma 1) Gianmichele Frasconi (Olbia) Ettore Quarti (Imperia) |
| Crono:   | Claudio Costa (Collegno)                                                      |

|                       |           |                              |
| Nora 22'17’’, 39'37’’ | Marcatori | 27'21’’ Crema 30'03’’ Rescia |

##### Gara 3[17]
| Arbitri: | Domenico Daidone (Trapani) Giuseppe di Gregorio (Enna) Daniele Ferretti (Roma 1) |
| Crono:   | Daniele Fratangeli (Frosinone)                                                   |

| |           |                                           |
| Caetano 9'01’’ Leitão 15'31’’ Calderolli 24'15’’ Cuzzolino 26'05’’, 26'38’’ Chaguinha 28'24’’ Murilo 37'45’’ | Marcatori | 27'08’’ (rig.) Nicolodi 36'49’’ Zaramello |

#### Semifinali

##### Gara 1[18]
| Arbitri: | Fabio Gelonese (Milano) Francesca Muccardo (Roma 1) Stefano Mezzadri (Parma) |
| Crono:   | Natale Mazzone (Imola)                                                       |

|                                                           |           |                                 |
| Honorio 17'39’’, 25'19’’ Canal 21'09’’ E. Bertoni 24'56’’ | Marcatori | 14'21’’ Wilhelm 29'22’’ Fortino |

| Arbitri: | Filippo Ragalà (Bologna) Mauro Albertini (Ascoli Piceno) Giovanni Beneduce (Nola) |
| Crono:   | Antonio Marino (Agropoli)                                                         |

|                                                                                        |           |                                                        |
| Ippoliti 12'51’’ Rubén 18'52’’ Héctor 28'17’’ Bacaro 31'09’’ Paulinho da Silva 33'18’’ | Marcatori | 11'05’’, 30'37’’ Leitão 25'08’’ Murilo 25'23’’ Schmitt |

##### Gara 2[19]
| Arbitri: | Nicola Maria Manzione (Salerno) Leonardo Balli (Prato) Michele Bensi (Grosseto) |
| Crono:   | Gaspare Maurici (Prato)                                                         |

|                                                              |           |                                                                                                  |
| Patias 0'38’’, 12'28’’ Cavinato 8'16’’ Lima 18'10’’, 35'18’’ | Marcatori | 11'28’’ E. Bertoni 17'37’’ Honorio 23'24’’ Waltinho 27'50’’ (aut.) Fortino 39'08’’ (rig.) Merlim |

| Arbitri: | Angelo Galante (Ancona) Stefano Lena (Treviso) Luca Vincenzo Caracozzi (Foggia) |
| Crono:   | Giovanni Tessa (Barletta)                                                       |

|                                                                                   |           |                                                         |
| Murilo 9'26’’ Cuzzolino 18'32’’ (rig.) Chaguinha 25'11’’, 37'53’’ Caetano 35'22’’ | Marcatori | 1'43’’ Paulinho da Silva 9'55’’ Héctor 18'24’’ Ippoliti |

##### Gara 3[20]
| Arbitri: | Alessandro Malfer (Rovereto) Carmelo Loddo (Reggio Calabria) Rosario La Cerra (Battipaglia) |
| Crono:   | Nicola Raimondi (Battipaglia)                                                               |

| |           |               |
| Murilo 1'27’’ Leitão 2'22’’, 10'11’’, 28'06’’ Caetano 8'02’’, 14'34’’ Calderolli 13'32’’, 24'59’’ Cuzzolino 18'26’’ (t.l.) Chaguinha 31'17’’ | Marcatori | 18'22’’ Dimas |

#### Finale

##### Gara 1[21]
| Arbitri: | Giacomo De Varti (Foggia) Marco Delpiano (Cagliari) Andrea Campi (Ciampino) |
| Crono:   | Giancarlo Lombardi (Roma 1)                                                 |

|                                                                                            |           |                                   |
| Calderolli 0'57’’, 4'06’’ Caetano 15'50’’ Schmitt 20'00’’ Leitão 28'29’’ Cuzzolino 31'11’’ | Marcatori | 23'40’’ Merlim 36'11’’ E. Bertoni |

##### Gara 2[22]
| Arbitri: | Domenico Daidone (Trapani) Walter Mameli (Cagliari) Francesco Cirillo (Rovereto) |
| Crono:   | Denis Kodra (Trento)                                                             |

|                      |           |  |
| Murilo 9'22’’ (aut.) | Marcatori |  |

##### Gara 3[23]
| Arbitri: | Angelo Galante (Ancona) Mauro Albertini (Ascoli Piceno) Lorenzo Cursi (Jesi) |
| Crono:   | Chiara Perona (Biella)                                                       |

|                                                                    |           |                                                     |
| Honorio 7'37’’ Canal 7'37’’ Waltinho 36'36’’ Murilo 39'25’’ (aut.) | Marcatori | 4'17’’ Calderolli 18'30’’ Murilo 27'10’’ Calderolli |

##### Gara 4[24]
| Arbitri: | Nicola Maria Manzione (Salerno) Ruggiero Chiariello (Barletta) Salvatore Minichini (Ercolano) |
| Crono:   | Maurizio Rago (Battipaglia)                                                                   |

|                                               |                      |                                  |
| Murilo 4'41’’ Schmitt 18'18’’                 | Marcatori            | 13'13’’, 24'13’’ E. Bertoni      |
| Chaguinha Murilo Calderolli Cuzzolino Schmitt | Tiri di rigore 4 – 2 | Honorio E. Bertoni Canal Taborda |

##### Gara 5[25]
| Arbitri: | Alessandro Malfer (Rovereto) Fabio Gelonese (Milano) Daniele Fratangeli (Frosinone) |
| Crono:   | Gianfranco Di Padova (Termoli)                                                      |

|                                                   |           |                                                               |
| Cuzzolino 26'18’’, 28'12’’ Taborda 31'36’’ (aut.) | Marcatori | 3'14’’ Canal 19'39’’, 24'42’’ Waltinho 35'55’’, 37'13’’ Canal |

### Classifica marcatori play-off
| Gol |  |  | Giocatore           | Squadra        |
| --- |  |  | ------------------- | -------------- |
| 10  |  |  | Leandro Cuzzolino   | Acqua e Sapone |
| 7   |  |  | Fabricio Calderolli | Acqua e Sapone |
| 7   |  |  | Murilo Ferreira     | Acqua e Sapone |
| 7   |  |  | Fernando Leitão     | Acqua e Sapone |
| 6   |  |  | Luiz Paulo Caetano  | Acqua e Sapone |
| 6   |  |  | Mauro Canal         | Luparense      |
| 5   |  |  | Edgar Bertoni       | Luparense      |
| 5   |  |  | Diego Cavinato      | Asti           |
| 5   |  |  | Humberto Honorio    | Luparense      |
| 4   |  |  | Chaguinha           | Acqua e Sapone |

| Gol |  |  | Giocatore         | Squadra        |
| --- |  |  | ----------------- | -------------- |
| 4   |  |  | Rubén Cornejo     | Lazio          |
| 4   |  |  | Waltinho          | Luparense      |
| 3   |  |  | Héctor Albadalejo | Lazio          |
| 3   |  |  | Luca Ippoliti     | Lazio          |
| 3   |  |  | Gabriel Lima      | Asti           |
| 3   |  |  | Alex Merlim       | Luparense      |
| 3   |  |  | Alessandro Patias | Asti           |
| 3   |  |  | Paulinho da Silva | Lazio          |
| 3   |  |  | Coco Schmitt      | Acqua e Sapone |

## Play-out

### Formula
Le squadre che hanno concluso il campionato alla nona e alla decima posizione si affronteranno in un doppio spareggio (andata e ritorno, la prima partita verrà giocata in casa della dodicesima classificata) per determinare, solo per questa stagione, l'unica retrocessa in Serie A2. Al termine degli incontri sarà dichiarata vincente la squadra che nelle due partite (di andata e di ritorno) avrà ottenuto il maggior punteggio ovvero a parità di punteggio la squadra che avrà realizzato il maggior numero di reti. Nel caso di parità gli arbitri della gara di ritorno faranno disputare due tempi supplementari di 5 minuti ciascuno. Qualora anche al termine di questi le squadre fossero in parità sarà considerata vincente la squadra in migliore posizione di classifica al termine della stagione regolare.

### Risultati

#### Andata[26]
| Arbitri: | Giancarlo Lombardi (Roma 1) Daniele Ferretti (Roma 1) Biagio Carbone (Mestre) |
| Crono:   | Simonetta Romanello (Padova)                                                  |

|              |           |                                                                                           |
| Crepaldi 39’ | Marcatori | 3’ Milucci 6'30’’ R. Bertoni 8’, 35'10'’ L. González 10'30'’, 33’ Abdala 28'30'’ Galletto |

#### Ritorno[27]
| Arbitri: | Rocco De Francesco (Bari) Alessandro Merenda (Reggio Calabria) Nicola Raimondi (Battipaglia) |
| Crono:   | Enrico Pagano (Torre Annunziata)                                                             |

| |           |  |
| Evandro 4'05’’, 6'35'’ L. González 5'37’’, 14'33’’ Abdala 7'02'’, 23'15'’ Canneva 9'44’’ Galletto 11'41’’ Pipolo 14'44’’ | Marcatori |  |

## Supercoppa italiana
La sedicesima edizione, che ha visto riproporsi lo scontro veneto fra i campioni d'Italia della Marca Futsal e i detentori della Coppa Italia della Luparense, si e tenuta il 28 settembre a Conegliano presso la Zoppas Arena.
| Arbitri: | Domenico Daidone (Trapani) Nicola Maria Manzione (Salerno) Vincenzo Messana (Trapani) |
| Crono:   | Gaudenzio Raffaelli (Terni)                                                           |

| |            | |
| Nora 9'32’’, 33'58’’ Bertoni 36'45’’ | Marcatori  | 4'51’’, 32'01’’, 40'00’’ Merlim 10'30’’ Honorio 32'41’’, 39'33’’ Canal 36'34’’ Caputo |
| · Marco Zaramello · Fabián Robledo · Fernando Leitão · Patrick Nora · Edgar Bertoni · Marco Ercolessi · Marco Caverzan · Filipe Follador · Sergio González · Andrei Dan · Chimanguinho · Luca Morassi | Formazioni | · Davide Putano · Ricardo Caputo · Humberto Honorio · Alex Merlim · Mauro Canal · Luca Felice · Michele Penzo · Renan Pizzo · Marinho · Erick Bellomo · Pablo Taborda · Sebastiano Tornatore |
| Julio Fernández | Allenatori | Fulvio Colini |

## Copertura televisiva
Come già avvenuto nelle passate stagioni, Rai Sport trasmetterà le partite di Serie A in diretta ed in esclusiva. La tv di stato, per via della riduzione del numero delle squadre non trasmetterà per quest'anno nessun anticipo serale del venerdì, ma proporrà settimanalmente una partita del sabato (anche in orario serale) e un posticipo della domenica. Inoltre, saranno trasmessi integralmente o in leggera differita come sempre, la finale della Supercoppa italiana, la Final Eight di Coppa Italia e tutte le partite degli incontri dei play-off.